# Будберг, Вольдемар Дитрих фон
Барон Вольдемар Дитрих фон Будберг (нем. Woldemar Dietrich von Budberg; 1740, Ревель, Эстляндская губерния, Российская империя — 1784, Валкский уезд, Лифляндская губерния, Российская империя) — русско-немецкий художник и литератор.

## Биография
Родился в 1740 году в Ревеле. Представитель баронского рода Будбергов. Сын барона Отто Фридриха фон Будберга (1700–1755) и его супруги Барбары Вильгельмины, урожденной фон Циммерман, в первом браке фон Бреверн (1716–1781). 
В 1754—57 годах получил образование под руководством ректора Рижской соборной школы Иоганна Линднера. В 1757—64 годах путешествовал по Европе, причём слушал лекции в Страсбургском университете, брал уроки живописи у Адама Фридриха Эзера в Лейпциге и Антона Рафаэля Менгса в Дрездене. Посетив такие страны, как Германия, Франция, Италия, Швейцария, Великобритания и Нидерланды, фон Будберг в 1764 году вернулся в Ригу, где в том же году женился на Софии фон Кампенгаузен (1748–1805). В этом браке родилось девять детей, из которых до взрослого возраста дожили пятеро.
На родине Будберг проявил себя, как художник. Писал пейзажи и исторические сцены, религиозные картины для лютеранских церквей, портреты, а также был известен, как рисовальщик. Будберг был литератором и интеллектуалом, популярным в среде остзейского дворянства. Занимал выборные должности уездного судьи и уездного предводителя дворянства («окружного маршала») Валкского уезда. Был крупным землевладельцем.
Скончался в 1784 году в Валкском уезде, причём в память о нём местным дворянством была отчеканена в частном порядке настольная памятная медаль «В память кончины барона В. Д. фон Будберга» (подлинники — нумизматическая редкость, распространены её современные копии).